# Тони Робъртс (порнографска актриса)
Тони Робъртс (на английски: Tawny Roberts) (родена на 19 март, 1979 в Далас, Тексас) е американска порнографска актриса.

## Биография
Според нейния уебсайт, Тони израства в Далас, Тексас и учи в колеж в Юта. След две години в колежа губи интерес и се мести в Лос Анджелис. Там среща порно актрисата Джил Кели, която ѝ помага да получи първата си роля във филма Immortals (Безсмъртни). Тони сменя няколко продуцентски компании докато накрая сключва договор с Вивид, за които работи и до днес (акт. към 2008 г.).

## Награди и номинации
Носителка на награди за изпълнение на сцени
- 2006: Temptation награда за най-добра орална сцена (видео) – съносителка с Крис Кенън за изпълнение на сцена във видеото „Много объркано“.[1]

Номинации за индивидуални награди
- 2003: Номинация за AVN награда за най-добра нова звезда.[2]
- 2003: Номинация за XRCO награда за звезда на годината.[3]
- 2005: Номинация за AVN награда за най-добра актриса (видео) – за изпълнението на ролята ѝ във филма „Отблъскващ“.[4]
- 2006: Номинация за Temptation награда за най-добра актриса (филм) – за изпълнението на ролята ѝ във филма „Секстет“.[5]
- 2006: Номинация за Temptation награда за най-добра актриса (видео) – за изпълнението на ролята ѝ във видеото „Гламазон“.[5]
- 2006: Номинация за Temptation награда за съблазнителка.[5]